# جيرزي بنايوسكا
جيرزي بنايوسكا (بالبولندية: Jerzy Pniewski)‏ هو فيزيائي بولندي، ولد في 1 يونيو 1913 في بوتسك في بولندا، وتوفي في 16 يونيو 1989 في وارسو في بولندا.